# オッタヴィアーノ
オッタヴィアーノ（イタリア語: Ottaviano）は、イタリア共和国カンパニア州ナポリ県にある、人口約2万4000人の基礎自治体（コムーネ）。

## 地理

### 位置・広がり
ナポリ県東部、ヴェスヴィオ火山北東麓のコムーネ。県都ナポリから東へ18kmの距離にある。

#### 隣接コムーネ
隣接するコムーネは以下の通り。
- ボスコトレカーゼ
- エルコラーノ
- ノーラ
- サン・ジェンナーロ・ヴェズヴィアーノ
- サン・ジュゼッペ・ヴェズヴィアーノ
- ソンマ・ヴェズヴィアーナ
- テルツィーニョ
- トッレ・デル・グレーコ
- トレカーゼ

### 地勢
ヴェスヴィオ山の最高地点 (1281m) は、オッタヴィアーノとエルコラーノの境界にあるとされる。

## 行政

### 分離集落
オッタヴィアーノには、以下の分離集落（フラツィオーネ）がある。
- Giacobbi, Iervolini, Furchi, Raggi, San Gennarello, Pagliarone, Zabatta, San Leonardo